# John Crewe (2e baron Crewe)
John Crewe, 2e baron Crewe (bap.1772 - 4 décembre 1835) est un soldat anglais et un pair. Il fait partie de la première ambassade britannique en Chine et atteint le grade de général. Il s'est éloigné de la majorité de sa famille et passe une grande partie de sa vie en exil volontaire sur le continent. Il est peut-être mieux connu pour une peinture de lui comme un enfant par Joshua Reynolds.

## Jeunesse
Il est le fils de John Crewe (1er baron Crewe) (1742–1829) de Crewe Hall, un riche homme politique whig qui est le premier baron Crewe en 1806. Sa mère, Frances Anne Crewe, la fille de Fulke Greville (1717-1806), est une hôtesse politique connue pour sa grande beauté. Sa sœur cadette, Elizabeth Emma (1780–1850), épouse Foster Cunliffe-Offley; deux autres frères et sœurs, Richard et Frances, n'ont pas survécu à l'enfance .
Enfant, vers 1775, il est peint par Joshua Reynolds dans une pose et un costume qui imitent le célèbre portrait d'Henri VIII par Hans Holbein le Jeune. Le portrait est considéré parmi les plus belles représentations d'enfants de l'artiste et est décrit comme "une des tentatives les plus fraîches de Reynolds à la peinture de comédie".
Frances Burney le décrit au début des années 1790 comme «un jeune homme silencieux et réservé, mais, je pense, sensé». L'historien local Ray Gladden le décrit au moment de son entrée dans l'armée comme «fougueux», accumulant des dettes de jeu que son père a dû rembourser en vendant des terres. Une de ses filles s'est souvenue plus tard qu'il affirmait que ses dettes totales ne dépassaient jamais 80 000 £, alors une somme énorme.
Crewe entre dans l'armée dans les années 1790. En 1793, alors qu'il occupe le grade de lieutenant, il est membre de l'ambassade en Chine, dirigée par George Macartney, qui est le cousin de sa mère. Crewe accède au grade de major-général en 1808, lieutenant-général en 1813 et général à part entière en 1830, avant de prendre sa retraite en 1831. Il perd la vue d'un œil pendant le service actif.

## Mariage et enfants

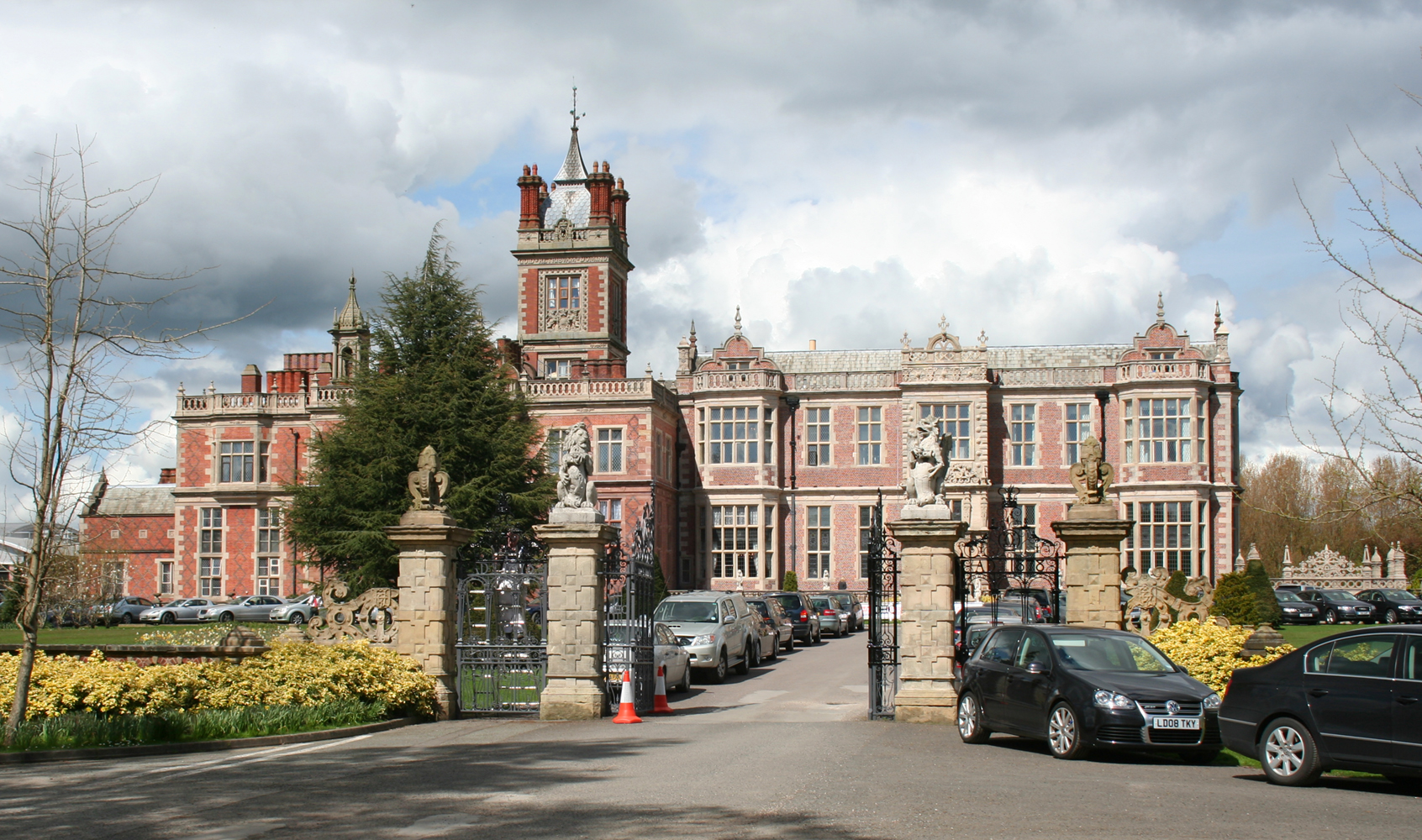
Crewe Hall

Le 5 mai 1807, il épouse Henrietta Maria Anna Walker-Hungerford, fille de George Walker de Studleigh House (maintenant démolie), près de Calne dans le Wiltshire. Elle est l'héritière d'une fortune substantielle provenant des plantations de canne à sucre de la Barbade. Le couple a quatre enfants, trois filles, Henrietta Mary (1808-1879), Maria Hungerford (décédée en bas âge) et Annabella Hungerford (1814-1874), et un fils, Hungerford (1812-1894).
Selon Gladden, le mariage n'est pas heureux. Gladden déclare que Crewe contracte un deuxième mariage bigame en 1820 qui donne une fille illégitime .
Henrietta Crewe est décédée en 1820, âgée de 48 ans. Les trois enfants survivants du couple, âgés de six à onze ans, sont devenus des pupilles de la cour et ont vécu avec Lord Crewe à Crewe Hall. Hungerford Crewe est excentrique dans son enfance et aurait peu vu son père. Une histoire de famille écrite par Robert Crewe-Milnes (1er marquis de Crewe), déclare que John Crewe considérait son fils unique avec «rien d'autre que du mépris».

## La vie à l'étranger
Crewe vit à l'étranger pendant de nombreuses années pendant qu'il est dans l'armée et après sa retraite. En 1817, il est emprisonné en France après avoir été faussement accusé de devoir 23 945 francs à un hôtelier.
À la mort de son père en 1829, il devient le deuxième baron Crewe. Gladden déclare que son père l'a exclu de son testament, dans la mesure du possible. Crewe Hall et les revenus de location des grands domaines de la famille Crewe dans le Cheshire et le Staffordshire passent à sa sœur, Elizabeth Cunliffe-Offley  . De petits legs sont laissés aux filles de John Crewe.
Lord Crewe n'a jamais vécu par la suite à Crewe Hall. À cette date, il vivait au château Bois l'Evèque, près de Liège en Belgique. Sa fille cadette, Annabella, est allée vivre avec les Cunliffe-Offley à Madeley, ce qui provoque une rupture permanente entre elle et son père. Elle épouse Richard Monckton Milnes en 1851. Sa fille aînée, Henrietta, déménage en Belgique pour vivre avec son père, puis se convertit au catholicisme romain. Elle retourne en Angleterre après la mort de son père et ne s'est jamais mariée, maintenant un établissement pendant de nombreuses années à Prior Park, à Bath.
Lord Crewe est mort à Bois l'Evèque en 1835 et est enterré à Barthomley, Cheshire, où se trouve la chapelle familiale. Son fils, Hungerford Crewe lui succède et hérite de Crewe Hall et des domaines de la famille Crewe deux ans plus tard.